# Скорца, Карло
Карло Скорца (итал. Carlo Scorza, 15 июня 1896, Паола, Козенца — 23 декабря 1988, Сан-Годенцо, Флоренция) — итальянский государственный деятель, Генеральный секретарь Национальной фашистской партии (1943).

## Биография
Карло Скорца родился 20 июня 1896 в Паоле. Участвовал в Первой мировой войне в составе корпуса берсальеров, дослужился до лейтенанта. Занимался журналистикой, был директором журнала «Интрепидо», основатель фашистской газеты «Пополо ди Тоскана». 14 декабря 1920 года примкнул к фашистскому движению и вступил в «Итальянский союз борьбы и Национальную фашистской партию». Федеральный секретарь партии в Лукке. Принимал участие в актах насилия в отношении коммунистов и социалистов в окрестностях Лукки. В 1922 году принял участие в «Походе на Рим».
С 1924 до 1939 года депутат парламента. В 1925 году участвовал в избиении лидера либералов Джованни Амендолы. С 1928 года чрезвычайный комиссар в Форли. С 1929 года член директората Национальной фашистской партии.
В 1935 году добровольцем участвовал в военных действиях в Эфиопии. С 1931 года директор «Джовенти фашиста». Затем занимался в основном вопросами корпораций и прессы. Входит в Национальный совет (1939—1943), член корпорации химической промышленности (1938—1941), корпорации тяжелой металлургии (1941—1942), президент Палаты печати (1940—43). В декабре 1942 года назначен заместителем генерального секретаря Национальной фашистской партии.
17 апреля 1943 года сменил Альдо Видуссони на посту генерального секретаря Национальной фашистской партии. На заседании Большого фашистского совета 25 июля 1943 выдвинул в противовес Дино Гранди собственную резолюцию, в которой предусматривались передача военного командования маршалу Родольфо Грациани и еще большее укрепление диктатуры фашистской партии. При окончательном голосовании подал свой голос «против» резолюции Гранди. В тот же день Муссолини был арестован и Национальная фашистская партия прекратила своё существование. В октябре 1943 года был арестован фашистами на территории Итальянской социальной республики, но под суд отдан не был. После окончания войны 23 августа 1945 был арестован, однако вскоре освобожден и эмигрировал в Аргентину. Позже вернулся в Италию. Умер 23 декабря 1988 в Сан-Годенцо.